# Serooskerke (Walcheren)

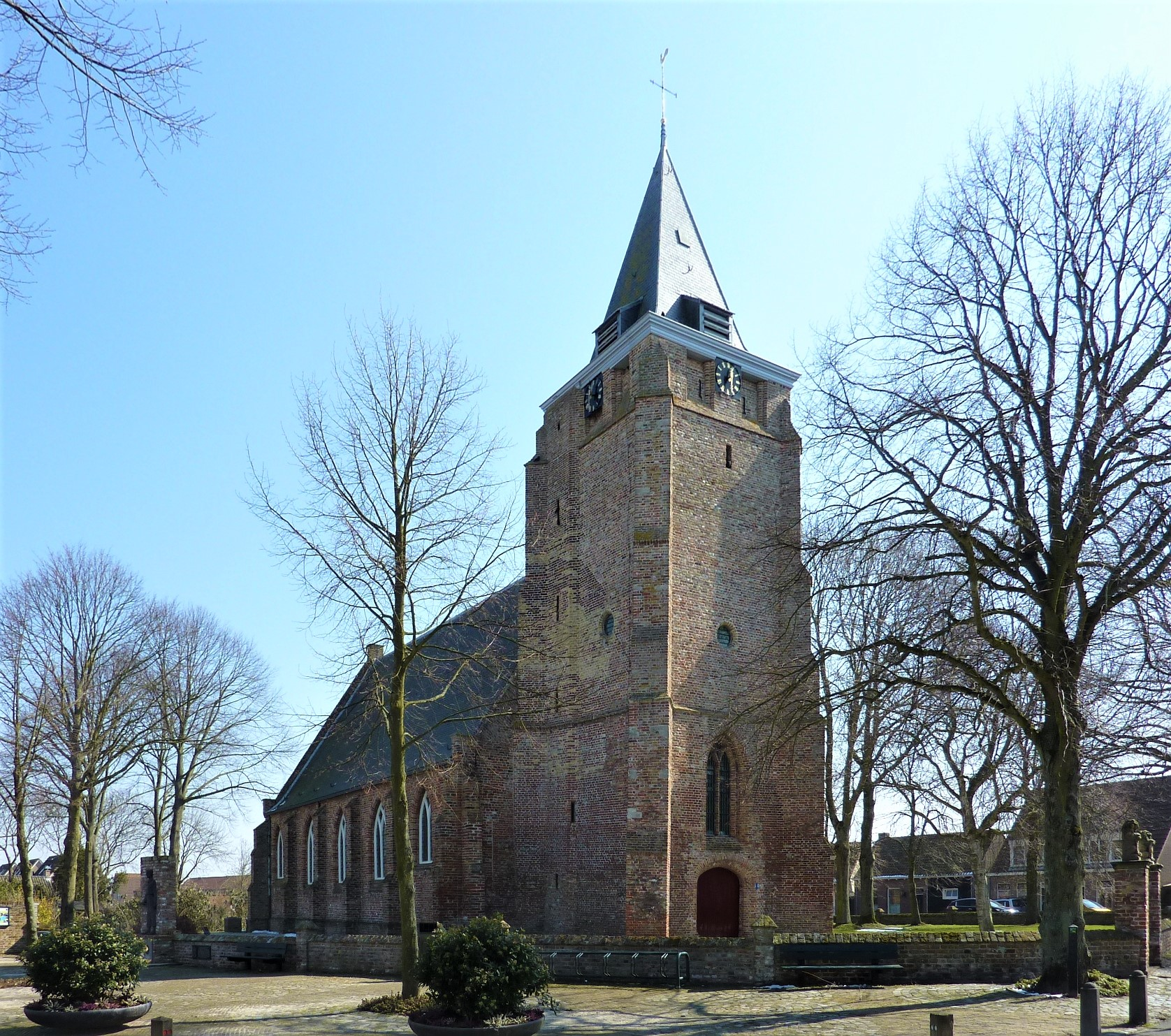
Die Johanneskerk, spätgotische evangelische Pfarrkirche

Serooskerke (seeländisch Stroskerke oder Seros) ist ein Dorf in der niederländischen Provinz Zeeland auf der Halbinsel Walcheren. Es gehört zur Gemeinde Veere und hat 1.865 Einwohner (Stand 1. Januar 2024). Es ist ein für Walcheren typisches Dorf: ein kleiner Ortskern, bestehend aus Kirche mit Kirchplatz, um den sich einige Betriebe und Wohnhäuser gruppieren. Unmittelbar östlich des Dorfes läuft die N57 vom nordöstlich gelegenen Oosterschelde-Sturmflutwehr in Richtung Middelburg. Nördlich des Dorfes führt die N287 nach Oostkapelle.

## Geschichtliches
Im Jahr 1966 erlangte das Dorf seine Berühmtheit durch einen historischen Fund. Ein Landarbeiter stieß bei Feldarbeiten auf Goldmünzen. Systematische Ausgrabungen brachten einen Schatz von mehr als tausend Goldstücken zusammen. Die Münzen stammten aus der Zeit Ende des sechzehnten und frühen siebzehnten Jahrhunderts. Nie zuvor war in den Niederlanden eine solche Menge von Münzen gefunden worden. Der Schatz war rund 340.000 Euro wert, auf die der Ort einen Anspruch der Hälfte hatte und von dem Geld ein neues Schwimmbad baute. Im Jahr 1979 wurde noch einmal ein Fund von 850 Silbermünzen gemacht. Dies sind vollständig im Besitz der Gemeinde Veere.
Im Mittelalter befand sich unmittelbar westlich des Ortes das Prämonstratenserinnenkloster Mariëndaal. Serooskerke war von 1811 bis 1966 eine selbständige Gemeinde. Danach gehörte das Dorf zur Gemeinde Veere.

## Sehenswürdigkeiten
- Johanneskerk, spätgotische evangelische Pfarrkirche
- Nordöstlich, etwa 200 m außerhalb des Dorfes an der N57 gelegen, befindet sich die sehr schön erhaltene achteckige Windmühle „De Jonge Johannes“ aus dem Jahr 1835.